# Arik Braun
Pour les articles homonymes, voir Braun.
Arik Braun est un joueur d'échecs allemand né le 8 février 1988 à Aresing et grand maître international depuis 2008 et champion d'Allemagne en 2009.
Au 1er juin 2020, il est le neuvième joueur allemand et le 199e joueur mondial avec un classement Elo de 2 609 points.

## Biographie et Carrière
Arik Braun a représenté l'Allemagne aux championnats d'Europe et mondiaux de la jeunesse. En 2000, il remporte la médaille d'argent au championnat d'Europe des moins de douze ans. En 2006, Braun remporte la médaille d'or au championnat du monde des moins de 18 ans. En 2008, il remporte la médaille de bronze au championnat du monde d'échecs junior et obtient le titre de grand maître international.
En 2009, Braun remporte le championnat d'Allemagne d'échecs à Sarrebruck avec 7 points sur 9. En 2005, il finit 1er ex æquo du championnat open de Bavière à Bad Wiesee avec 7,6 points sur 9.

## Compétitions par équipe
Braun a représenté l'Allemagne lors de l'Olympiade d'échecs de 2008 à Dresde dans l'équipe B d'Allemagne et cinq fois aux championnats d'Europe par équipe de moins de 18 ans (de 2001 à 2006), remportant 6 médailles individuelles ou par équipe, dont trois en or.